# عائشة شروف
عائشة شروف (مواليد 5 يونيو 1960) مخرجة أفلام هندية وممثلة وعارضة ازياء سابقة، زوجة الممثل جاكي شروف.

## قائمة الأفلام

### كمنتجة
- بووم (2003)
- غراهان (2001)
- البلد الذي يعيش فيها غانغا (2000)
- بومبيل وبياتريس (2007)

### كممثلة
- في ذراعيك (1984)

## روابط خارجية
- عائشة شروف على موقع IMDb (الإنجليزية)
- عائشة شروف على موقع قاعدة بيانات الفيلم (الإنجليزية)